# Omineca Provincial Park
Der Omineca Park und die Omineca Protected Area bilden einen Provinzpark und ein Schutzgebiet im nördlichen Landesinneren der kanadischen Provinz British Columbia. Er wurde am 11. April 2001 von BC Parks eingerichtet, um in den Omineca Mountains bedeutsame Ufer- und Feuchtbiotope entlang des Omineca River zu schützen. Der Omineca Provincial Park liegt ca. 182 km nordwestlich von Mackenzie und ca. 219 km nördlich von Fort St. James.
Der Omineca Park und Omineca Protected Area umfasst das Omineca River Valley, die Wolverine Range, die Berge nordwestlich von Germansen Landing bis zum Nina Lake. Germansen Landing und North Takla Reserve #12 sind Enklaven innerhalb des Parks und des Schutzgebiets.
Dieser Park ist in erster Linie ein Wildnisgebiet. Es gibt sechs für Fahrzeuge zugängliche Campingplätze. Im Park befinden sich zwei Wanderwege (Evans Creek und eine alte Planwagenstraße östlich des Germansen Lake). Außerdem gibt es einige historische Bergbaustätten, die Überbleibsel des Omineca-Goldrausches sind.

## Geschichte
Die Takla Lake First Nation bewohnt die Region um den Omineca River schon seit Urzeiten.
Im Jahr 1869 brachte die Entdeckung von Gold im nahe gelegenen Vital Creek Tausende von Bergleuten im Rahmen des Omineca-Goldrauschs in die Region. Im Jahr 1870 wurde die Gemeinde Germansen Landing gegründet und war ein Schwerpunkt der Bergbauaktivitäten entlang des Omineca River.